# Ubbo-Emmius-Medaille

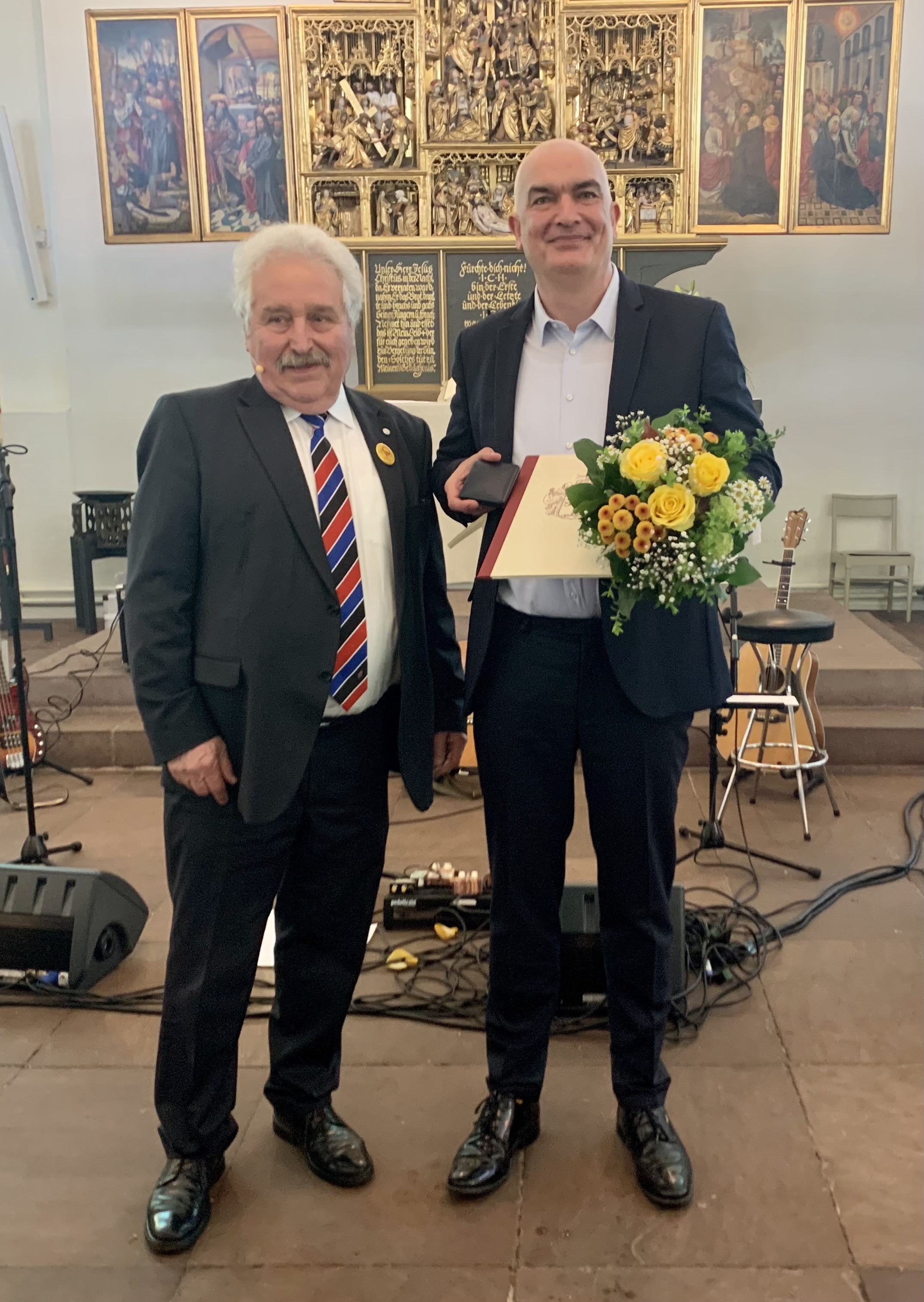
2023 zeichnete Landschaftspräsident Rico Mecklenburg den Wikipedianer Matthias Süßen mit der Medaille aus.

Die Ubbo-Emmius-Medaille ist neben dem Indigenat die höchste Auszeichnung der Ostfriesischen Landschaft. Die Medaille wird beim Oll’ Mai „als Anerkennung für besonders herausragende Verdienste um Ostfriesland“ verliehen. Die Auszeichnung ist undotiert.
Seit 1967 haben insgesamt 36 Personen die Auszeichnung erhalten. Die Medaille ist eine Neuprägung in Altsilber. Auf der Vorderseite trägt sie das Konterfei des Namensgebers und auf der Rückseite die Inschrift Ubbo Emmius 1547–1625.

## Träger der Auszeichnung
1. Peter Zylmann, Hamburg, 1967
2. Wilhelmine Siefkes, Leer, 1968
3. Klaas H. Heeroma, Niederlande, 1971
4. Harm Wiemann, Aurich, 1973
5. Georg Pollmann, Hannover, 1974
6. Günther Möhlmann, Köln, 1975
7. Arend Lang, Juist, 1976
8. Heinrich Schmidt, Oldenburg, 1978
9. Johannes Stracke, Emden, 1980
10. Erich von Reeken, Emden, 1981
11. Rolf Hallensleben, Emden, 1983
12. Heinrich Schumacher, Aurich, 1984
13. Gerrit Herlyn, Leer, 1986
14. Henri Nannen, Emden, 1987
15. Ingrid Buck, Aurich, 1988
16. Werner Kramer, Oldenburg, 1989
17. Greta Schoon, Leer, 1990
18. Gert Schlechtriem, Bremerhaven, 1991
19. Hilko Schaumburg, Aurich, 1992
20. Theo Schuster, Leer, 1993
21. Eckart Krömer, Emden, 1998
22. Anton Wübbena-Mecima, St. Georgiwold, 1999
23. Ewald Christophers, Aurich, 1999
24. Manfred Ochsler, Großefehn, 2000
25. Rolf Trauernicht, Großefehn, 2002
26. Hajo van Lengen, Aurich, 2005
27. Johann Haddinga, Norden, 2006
28. Enno Schmidt, Aurich, 2010
29. Johannes Diekhoff, Aurich, 2011
30. Gerd Brandt, Sande, 2016
31. Carl Osterwald, Südbrookmerland, 2016
32. Eske Nannen, Emden, 2018
33. Helmuth Aiko Brümmer, Bunderhee, 2022
34. Bernd Kappelhoff, Hamburg, 2022
35. Matthias Süßen, Kiel, 2023[2][1]
36. Herbert Müller, Fehnhusen, 2024[3]